# プロカイン
プロカイン（英: procaine）は、エステル型の局所麻酔薬の一つ。麻薬であるコカイン代用薬であり、毒性はコカインよりも弱い。日本薬局方には塩酸プロカインとして収載されている劇薬、指定医薬品である。作用機序は神経の電位依存型Naイオンチャネル阻害による。コカインに比べ粘膜からの吸収が弱く、表面麻酔には不適当である。また、エステル型の局所麻酔薬は血中のエステラーゼで容易に分解されるため、プロカインはアミド型の局所麻酔薬であるリドカインよりも加水分解されやすい。浸潤麻酔に用いられる。プロカインアミドはプロカインのエステル結合をアミド結合に変えたもので、適応は不整脈であり、両者は製剤そのものが異なる。
血管拡張作用を有するため歯科領域での局所麻酔剤の場合、持続性を持たせるためにアドレナリン等の血管収縮剤を併用する場合がある。

## 適応
0.5%注射液は浸潤麻酔、1%、2%注射液は伝達麻酔と硬膜外麻酔に適応がある。